# 135-я стрелково-пулемётная бригада
135-я стрелково-пулемётная бригада (135-я спбр) — воинское соединение автобронетанковых войск в РККА Вооружённых Сил СССР.

## История
45-я стрелковая дивизия дислоцировался в г. Киеве с 12 августа 1922 г. Дивизия была сформирована в Красной Армии и прославилась во время Гражданской войны в России 1918-1921 годов.
4 февраля 1932 командир 45-й Волынской Краснознамённой сд издал приказ о формировании из частей дивизии 45-го механизированного корпуса.
Корпус формировался в Украинском военном округе в г. Киеве Украинской ССР.
135-я стрелково-пулемётная бригада формировалась на базе 135-го Тилигулло-Березанского стрелкового полка дивизии. К 15 февраля 1932 управление бригады, 1,2,3-й и учебный танковые батальоны, специальные подразделения были сформированы. Командиром бригады назначен Карев Герман Степанович.
В сентябре 1935 корпус принимал участие в окружных учениях – Киевских манёврах.
30 марта 1938 корпус и в его составе 135-я спбр передислоцированы в г. Бердичев Житомирской области Украинской ССР.
5 апреля 1938 Генштаб РККА издал директиву № М1/00666 о переименовании 45-го механизированного корпуса в 25-й танковый корпус. 135-я спбр переведена с территориального на кадровую систему организации и комплектования и переименована в 1-ю моторизованную стрелково-пулемётную бригаду.
Управление бригады находилось в:
- г.Киеве (4.02.1932 – 30.03.1938).[1]
- г.Бердичеве (с 30.03.1938).[2]

1932 год:
21 января
21 января 1932 Штаб РККА телеграфным распоряжением сообщил командиру 45-й сд о формировании из частей дивизии 45-го механизированного корпуса.
4 февраля
4 февраля командир 45-й Волынской Краснознамённой сд издал приказ о формировании из частей дивизии 45-го механизированного корпуса в г.Киев Украинской ССР.
135-я стрелково-пулемётная бригада формировалась на базе 135-го Тилигулло-Березанского стрелкового полка.
К 15 февраля 1932 управление, соединения, части и подразделения были сформированы. 135-я спбр (1, 2, 3-й сб, ад, рр, рс, рбо, рвр). Командир бригады Г.С. Карев.,
27 февраля 1932 образована Киевская область.
1933 год:
Командир бригады Г.С. Карев.
Социалистическое соревнование за глубокое изучение и сбережение боевой техники и оружия прочно вошло в процесс боевой и политической подготовки личного состава округа. Оно проводилось под лозунгами: «Все коммунисты и комсомольцы – отличные стрелки!», «Ни одного отстающего в огневой подготовке!», Комсомолец – лицом к технике!».
Повышался уровень знаний командиров. С 1932 командирская подготовка проводится в объёме 42 часов.
1935 год:
135-я спбр (1, 2, 3-й сб, 135-й ад, 135-я рр, 135-я рс, 135-я рбо, 135-я рвр). Командир бригады Г.С. Карев.
12—17 сентября 1935 в округе явились тактические учения. Они вошли в историю Советских Вооружённых Сил под названием больших Киевских манёвров. В них участвовали все рода войск: пехота, конница, воздушно-десантные, артиллерийские, бронетанковые, авиационные части и соединения. На этих манёврах отрабатывались прорыв укреплённой оборонительной полосы стрелковым корпусом, усиленным танковыми батальонами и артиллерией РГК, развитие прорыва кавалерийским корпусом, применение крупного авиадесанта, манёвр механизированного корпуса совместно с кавалерийской дивизией с целью окружения и уничтожения в своём тылу прорвавшейся группы противника. Впервые в Европе проверялась теория глубокого боя и глубокой операции. 45-й мехкорпус участвовал на стороне синих, которые прорывали укреплённую полосу обороны противника.
1936 год:
Командир бригады комбриг Г.С. Карев.
В 1936 году по призыву Политуправления округа в стахановское движение стахановское движение включаются соединения и части округа. Звание стахановца присваивалось подразделениям, частям и соединениям, которые отлично изучили боевую технику, берегли военное имущество, экономили горючие и смазочные материалы.
В 1936 мотомеханизированные войска были переименованы в автобронетанковые.
12 сентября
Шепетовские манёвры. 12 -15 сентября 1936 135-я спбр, командир бригады комбриг Г.С. Карев, участвовала в окружных тактических учениях. Цель учений — совершенствование боевой подготовки войск. Учения проходили в районе г. Шепетовка Винницкой области, г. Бердичев, г. Житомир. В учениях принимали участие соединения, сформированные в 1936 году. Руководитель учений был командарм 1 ранга И.Э. Якир, его заместителем был помощник командующего войсками округа по кавалерии комкор Тимошенко С.К. Партийно-политической работой на учениях руководил армейский комиссар 2 ранга Амелин М.П.. Штаб руководства возглавлял начальник штаба округа комдив Бутырский В.П.
Участники: с одной стороны —  7-й кавалерийский корпус (2-я кавалерийская, 23-я кавалерийская, 26-я кавалерийская дивизии) с приданными ему 15-й механизированной, 17-й механизированной бригадами и 135-й стрелково-пулемётной бригадой, 35-й истребительной авиаэскадрильей; с другой стороны — 8-й стрелковый корпус (44-я стрелковая и 100-я стрелковая  дивизии и 3-я кавалерийская дивизия) с приданными ему 12-й механизированной и 22-й механизированной бригадами, 34-й истребительной авиаэскадрильей. В стрелковых дивизиях и механизированных бригадах было 450 танков. В авиаэскадрильях было 56 самолётов.
На манёврах войска отрабатывали вопросы наступательного боя и организации подвижной обороны в условиях лесисто-болотистой местности, организации и проведения марша кавалерийского корпуса в предвидении встречного боя с конно-механизированной группой противника, прорыва оборонительной полосы с преодолением водной преграды, ведения подвижной обороны и управления войсками.
14 сентября. Механизированные части вели «бой» в сложных условиях. За два дня в ходе совершения манёвра они прошли до 100 км.
1937 год:
10 мая должности заместителей командиров по политической части упразднены, а введены должности военных комиссаров.
11 августа 1937 командир бригады комбриг Г.С. Карев арестован.
Командиром бригады назначен полковник Д.Е. Петров.
1938 год:
135-я спбр (1, 2, 3-й сб, 135-й ад, 135-я рр, 135-я рс, 135-я рбо, 135-я рвр).
Командир бригады полковник Д.Е. Петров. Управление и все подразделения в г. Киеве.
17 февраля командиру бригады полковнику Д.Е. Петрову присвоено воинское звание комбриг.
15 марта 1938 Штаб КВО издал директиву о передислокации корпуса в г. Бердичев.
16 марта начал передислокацию.
16-30 марта корпус передислоцирован в г. Бердичев Житомирской области Украинской ССР.
5 апреля 1938 Генштаб РККА издал директиву № М1/00666 о переименовании 45-го механизированного корпуса в 25-й танковый корпус. 135-я спбр переведена с территориального на кадровую систему организации и комплектования и переименована в 1-ю моторизованную стрелково-пулемётную бригаду.

## Полное название
135-я стрелково-пулемётная бригада (4.02.1932 – 5.04.1938)

## Подчинение
- 45-й механизированный корпус Украинского военного округа (4.02.1932 – 17.05.1935)
- 45-й механизированный корпус Киевского военного округа (17.05.1935 - 5.04.1938)

## Командование
Командиры бригады:
- Карев, Герман Степанович, (арестован 11.08.37), с 1935 комбриг.[2]
- Петров, Даниил Ефимович, полковник, (с 1937 г., на 1.07.38), с 17.02.38 г. комбриг.[2]

Начальник штаба
- Дмитриев, майор (репрессирован).[2]

Начальник оперативной части
- Катков, Фёдор Григорьевич (05.33-?).[2]

## Состав
В 1932—1938:,
- управление бригады
- 1-й стрелковый батальон.[3]
- 2-й стрелковый батальон.[3]
- 3-й стрелковый батальон.[3]
- артиллерийский дивизион.[3]
- специальные части и подразделения:
  - разведывательная рота.[3]
  - рота связи.[3]
  - рота боевого обеспечения.[3]
  - ремонтно-восстановительная рота.[3]

В …-1938:
- управление бригады
- 1-й стрелковый батальон
- 2-й стрелковый батальон
- 3-й стрелковый батальон
- 135-й артиллерийский дивизион
- специальные части и подразделения:
  - 135-я разведывательная рота
  - 135-я рота связи
  - 135-я рота боевого обеспечения
  - 135-я ремонтно-восстановительная рота